# Mia Jenkins
Mia Jenkins (31 augustus 2000) is een Brits actrice. Ze is onder andere bekend door haar rollen van Alex in het Disney Channel muzikale drama The Lodge en als Emma in de Disney Channel-televisieserie Soy Luna. Hierna verscheen ze onder meer in de Prime Video-serie Hanna, de BBC Three-televisieserie Mood en de Sky Atlantic-televisieserie Domina.

## Biografie
Jenkins maakte haar acteerdebuut op vierjarige leeftijd in een tourende productie van Joseph and the Amazing Technicolor Dreamcoat. Een jaar later speelde ze Gretl Von Trapp in twee sessies van de West End productie van The Sound of Musical in het London Palladium. In 2007 maakte Jenkins op zesjarige leeftijd haar televisiedebuut in een aflevering van de Channel 5 televisieserie Hanrahan Investigates als Kelly Bicknell. Hierna vervolgende ze haar acteercarrière met de rol van kleine Eponine en vervolgens kleine Costte in twee sessies van Les Misérables in de West End Queen's Theatre. In 2010 speelde Jenkins opnieuw kleine Cosette in het Barbican theater en in de productie van Les Misérables in Concert: The 25th Anniversary. De musical werd oorspronkelijk enkel gespeeld in The 02 Arena⁣, maar verscheen later in theaters in het hele Verenigd Koninkrijk. Jenkins had als kind rollen in diverse West End producties, waaronder Matilda, Scrooge, The Wizard of Oz en Gone With the Wind. Ook tourde ze door het Verenigd Koninkrijk met producties als Chitty Chitty Bang Bang en Annie.
In 2012 verscheen Jenkins als Phoebe in de film City Slacker. Hetzelfde jaar vertolkte ze de rol van Mia Taylor in de film Secrets and Words. Hierna volgden rollen Casualty en Necktie, een korte film geregisseerd door Yorgos Lanthimps. In 2016 verscheen Jenkins in de BBC One operaserie EastEnders. Jenkins speelde de rol van Hannah Reynolds voor vier afleveringen in deze serie. In 2017 volgde voor Jenkins een rol in het Disney Channel muzikale drama The Lodge. Hierin speelde ze de rol van Alex in vijftien afleveringen. Later in 2017 speelde Jenkins nogmaals in een Disney Channel televisieserie, ditmaal als Finny in Royal Ranch. De show ging in premier op de Disney Channel app en kanaal op 20 november 2017.
Jenkins verscheen in 2017 en 2019 in de BBC Radio 4-sitcom The Wilsons Save the World, waarin ze de rol van vertolkte van Cat Wilson. Tussendoor had ze in 2018 een terugkerende rol in het derde seizoen van de Disney Channel televisieserie Soy Luna. In 2020 verscheen ze in de hoofdrol van Amy Haines in de horrorfilm The Piper. Daarnaast speelde Jenkins ook een hoofdrol in de korte film Tiny Dancer, evenals een terugkerend personage in de Prime Video-televisieserie Hanna. Jenkins maakte ook haar opwachting in de BBC Three-televisieserie Mood. Jenkins verscheen in 2023 als Ursa, een terugkerend personage in de Sky Atlantic-dramaserie Domina.
In 2024 werd aangekondigd dat Jenkins een rol had bemachtigd in de Netflix-serie Geek Girl, een serie gebaseerd op de boeken van Holly Smale.

## Filmografie

### Films
| Jaar | Titel                                           | Rol           | Opmerkingen |
| ---- | ----------------------------------------------- | ------------- | ----------- |
| 2010 | Les Misérables in Concert: The 25th Anniversary | Jonge Cosette |             |
| 2012 | City Slacker                                    | Phoebe        |             |
| 2013 | Necktie                                         |               | Korte film  |

### Televisie
| Jaar | Titel             | Rol                  | Extra                     |
| ---- | ----------------- | -------------------- | ------------------------- |
| 2012 | Secrets and Words | Mia Taylor           | 1 afl.                    |
| 2014 | Casualty          | Laura                | 1 afl.                    |
| 2016 | EastEnders        | Hannah Reynolds      | 4 afl.                    |
| 2017 | The Lodge         | Alex                 | Hoofdrol (seizoen 2)      |
| 2018 | Bliss             | Zestienjarige meisje | 1 afl.                    |
| 2018 | Soy Luna          | Emma                 | Terugkerende rol; 11 afl. |
| 2020 | Hanna             | Danielle Marks       | Terugkerende rol; 6 afl.  |
| 2022 | Mood              | Megan                | Terugkerende rol; 3 afl.  |
| 2023 | Domina            | Ursa                 |                           |
| 2024 | Geek Girl         | Lexi                 | Terugkerende rol; 10 afl. |